# Gastón Pereiro
Gastón Rodrigo Pereiro López (Montevideo, 11 de junho de 1995) é um futebolista uruguaio que atua como meia. Atualmente, joga pelo Bari.

## Carreira

### Nacional
Pereiro foi revelado pelas categorias de base do Nacional. Em abril de 2012, junto com Diego Baldi, Leandro Otormín e Rodrigo Amaral, viajou para a Inglaterra para participar de uma sessão de treinamentos de dez dias no Liverpool.
Estreou em 28 de janeiro de 2014, na derrota por 0–1 contra o Oriente Petrolero pela Copa Libertadores de 2014.
Em 1 de fevereiro de 2014 marcou seu primeiro gol pelo Nacional, na vitória por 2–0 sobre o Racing.

### PSV Eindhoven
Em 2 de julho de 2015, Gastón Pereiro assinou com o PSV Eindhoven por 7 milhões de euros.Ele recebeu a camisa 7, anteriormente usada por Memphis Depay. Fez sua estreia oficial na Supercopa dos Países Baixos de 2015, entrando no segundo tempo no lugar de Adam Maher, conquistando seu primeiro título pelo PSV. Em 4 de outubro de 2015, Pereiro fez seu primeiro jogo como titular pela Eredivisie, marcando dois gols na vitória por 2 a 1 contra o rival Ajax.Marcou seu primeiro hat trick em 27 de outubro de 2015, pela Copa dos Países Baixos, na goleada por 6 a 0 sobre o SC Genemuiden.

### Cagliari
Em 31 de janeiro, assinou por quatro anos com o Cagliari.

## Seleção Uruguaia
Pereiro foi convocado pelo treinador Fabián Coito para disputar o Campeonato Sul-Americano de Futebol Sub-20 de 2015, onde marcou 5 gols em 8 jogos, classificando o Uruguai para a Copa do Mundo FIFA Sub-20 de 2015. Ele foi convocado para a disputa do Mundial, onde marcou o gol da vitória do Uruguai na estreia, contra a Sérvia.Fez sua estreia pela seleção principal em amistoso contra a Polónia, no dia 10 de novembro de 2017.

## Estatísticas
Atualizado até 13 de agosto de 2022.

### Clubes
| Equipe        | Temporada | Campeonato nacional | Campeonato nacional | Copa nacional | Copa nacional | Competições continentais[b] | Competições continentais[b] | Outros torneios[c] | Outros torneios[c] | Total | Total |
| Equipe        | Temporada | Jogos               | Gols                | Jogos         | Gols          | Jogos                       | Gols                        | Jogos              | Gols               | Jogos | Gols  |
| ------------- | --------- | ------------------- | ------------------- | ------------- | ------------- | --------------------------- | --------------------------- | ------------------ | ------------------ | ----- | ----- |
| Nacional      | 2013–14   | 15                  | 5                   | –             | –             | 6                           | 0                           | –                  | –                  | 21    | 5     |
| Nacional      | 2014–15   | 24                  | 6                   | –             | –             | 1                           | 1                           | –                  | –                  | 25    | 7     |
| Nacional      | Total     | 39                  | 11                  | –             | –             | 7                           | 1                           | –                  | –                  | 46    | 12    |
| PSV Eindhoven | 2015–16   | 29                  | 11                  | 3             | 3             | 6                           | 0                           | 1                  | 0                  | 39    | 14    |
| PSV Eindhoven | 2016–17   | 30                  | 10                  | 2             | 1             | 5                           | 0                           | 1                  | 0                  | 38    | 11    |
| PSV Eindhoven | 2017–18   | 28                  | 11                  | 3             | 0             | 2                           | 0                           | –                  | –                  | 33    | 11    |
| PSV Eindhoven | 2018–19   | 27                  | 10                  | 0             | 0             | 8                           | 1                           | 1                  | 0                  | 36    | 11    |
| PSV Eindhoven | 2019–20   | 4                   | 2                   | 1             | 0             | 3                           | 0                           | 0                  | 0                  | 8     | 2     |
| PSV Eindhoven | Total     | 118                 | 44                  | 9             | 4             | 24                          | 1                           | 3                  | 0                  | 154   | 49    |
| Cagliari      | 2019–20   | 10                  | 1                   | –             | –             | –                           | –                           | –                  | –                  | 10    | 1     |
| Cagliari      | 2020–21   | 15                  | 2                   | 1             | 0             | –                           | –                           | –                  | –                  | 16    | 2     |
| Cagliari      | 2021–22   | 29                  | 4                   | 3             | 1             | –                           | –                           | –                  | –                  | 32    | 5     |
| Cagliari      | 2022–23   | 1                   | 1                   | 1             | 1             | –                           | –                           | –                  | –                  | 2     | 1     |
| Cagliari      | Total     | 55                  | 8                   | 5             | 1             | 0                           | 0                           | 0                  | 0                  | 60    | 9     |

- b. ^ Jogos da Copa Libertadores da América, Liga dos Campeões da UEFA e UEFA Europa League
- c. ^ Jogos da Supercopa dos Países Baixos

## Títulos
Nacional
- Campeonato Uruguaio: 2014–15

PSV Eindhoven
- Campeonato Neerlandês: 2015–16, 2017–18
- Supercopa dos Países Baixos: 2015, 2016

### Prêmios individuais
- Jogador do mês da Eredivisie: Outubro de 2017